# Élisabeth Jacquet de La Guerre
Pour les articles homonymes, voir Jacquet et Guerre (homonymie).
Élisabeth Jacquet de La Guerre ou Élisabeth-Claude Jacquet de La Guerre, née Élisabeth Jacquet le 17 mars 1665 dans la paroisse Saint-Louis-en-l'Île de Paris et morte le 27 juin 1729 à Paris, est une compositrice et claveciniste française de la période baroque. Elle est la plus célèbre compositrice de l'Ancien Régime sous Louis XIV et Louis XV.

## Biographie
Second enfant du couple Claude Jacquet et Anne de la Touche, elle naît en 1665 et est baptisée le 17 mars de la même année. Son grand-père Jehan Jacquet est facteur de clavecins. Son grand-oncle Jehan Jacquet et son oncle Claude Jacquet étaient « faiseurs d'instruments de musique » ; son père, appelé aussi Claude, est organiste à l'église Saint-Louis-en-l'Île à Paris. Marié avec claveciniste Anne de La Touche, il a quatre enfants qui deviennent tous musiciens : Pierre et Nicolas qui seront organistes, Anne (instrumentiste chez Mademoiselle de Guise) et Élisabeth qui joue du clavecin et chante à la cour de Louis XIV à partir de l'âge de cinq ans. Leur père se charge de leur éducation musicale. La petite Élisabeth, remarquée par Mme de Montespan, reste trois ans à ses côtés.
Le 23 septembre 1684, elle épouse Marin de La Guerre (1658-1704), organiste de l'église Saint-Séverin, issu lui aussi du milieu musical. Elle associe à son nom de naissance le nom de son mari, ce qui lui permet de bénéficier de la renommée des deux familles et de tisser des liens dans la communauté musicale. Ils ont un fils qui meurt à dix ans. Cependant, le mariage avec Marin de la Guerre devait l'éloigner de tout poste officiel à la cour.

## Carrière
Sur le plan musical, la compositrice fait preuve de modernité. Avide de découvertes, Élisabeth Jacquet de La Guerre se classe sans conteste au rang des novateurs et pionniers. Son écriture révèle un véritable génie, capable d'absorber les courants nouveaux de son entourage musical[style trop lyrique ou dithyrambique][réf. nécessaire]. Dans la virulente dispute autour de la suprématie de la musique française ou italienne, elle prend clairement parti contre les traditionalistes en défendant l'idée de la « réunion des goûts »[réf. nécessaire].
Ses œuvres personnelles sont toutes, à des degrés divers, imprégnées d'influences italiennes. Élisabeth Jacquet de La Guerre s'essaie à tous les genres : musique religieuse ou profane, pièces de tradition française, « importations » italiennes. À la fois claveciniste, organiste, virtuose, improvisatrice et compositrice hors pair, Élisabeth Claude Jacquet de La Guerre est l'une des personnalités les plus talentueuses de l'histoire de la musique[réf. nécessaire].
En plus d'enseigner et de jouer en concert, Élisabeth Claude Jacquet de La Guerre compose plusieurs œuvres. Elle compose une tragédie lyrique, Céphale et Procris, qui est interprétée à l'Académie royale de musique. C'est le premier opéra composé en France par une femme, mais il ne rencontre aucun succès,. Il n'y eut que six représentations. La question du lien possible entre la non-adhésion du public et son statut de femme se pose, de même que cet opéra fut créé peu de temps après la mort de Lully
Après l'échec de son opéra, la musicienne va vivre une tragédie bien réelle : elle perd ses deux parents, son frère, son mari ainsi que son enfant. Pendant une décennie, elle ne compose plus.
Par la suite, elle travaille parfois de pair avec Sébastien de Brossard.
En 1707, elle publie six sonates pour violon et pour le clavecin, ainsi que ses Pièces de clavecin. Les six Sonates pour le Viollon et pour le Clavecin sont jouées à la Cour au petit couvert du Roi. On rapporte qu'à la fin du dîner,

« Sa Majesté parla à Mlle de la Guerre, d'une manière très-obligeante, & après avoir donné beaucoup de loüanges à ses Sonnates, elle luy dit qu'elles ne ressembloient à rien. On ne pouvoit mieux loüer Mlle de la Guerre, puisque ces paroles font connoistre que le Roy avait non seulement trouvé sa Musique très-belle ; mais qu'elle est originale, ce qui se trouve aujourd'huy fort rarement. »

Elle publie également deux collections de cantates françaises tirées de textes d'Antoine Houdar de La Motte. De ces cantates provient l'histoire de Judith. Sébastien de Brossard en donne également sa propre version, et, comme l'explique Cabrini, le compositeur suit de près la narration en mettant l'accent sur les mouvements et l'action, plutôt que sur les personnages et leur développement au fil de la pièce. Jacquet de La Guerre, pour sa part, toujours d'après Cabrini, a préféré un accompagnement instrumental et symphonique afin de laisser de la place mélodique à Judith, quoique le texte minimise son rôle. Les dédicaces de ses œuvres sont adressées au roi Louis XIV.
Trois cantates françaises sont dédiées à l'électeur Maximilien-Emmanuel de Bavière, frère de la Dauphine, grand amateur de musique et lui-même joueur de viole de gambe : pour ce dernier, alors en séjour à Suresnes, elle compose La Musette ou les Bergers de Suresnes, qui fut joué devant lui.

## Sa contribution au monde de la musique
Pratiquer un instrument de musique en tant qu'amatrice faisait partie de l'instruction que recevaient les femmes. En revanche, mener carrière indépendante en tant que musicienne est une chose exceptionnelle.
Élisabeth Jacquet de La Guerre est considérée comme l'une des premières femmes en France à avoir composé un opéra-ballet ; en effet, avant Céphale et Procris, « elle avait composé ce qui est peut-être le premier des « ballets » (dits parfois opéras-ballets), Les Jeux à l'honneur de la victoire, vers 1691, dont la partition est aujourd'hui perdue ». Avant Céphale et Procris, elle a composé en tout trois opéras qui ne nous sont pas parvenus et elle est reconnue pour sa musique pour le clavecin. Novatrice encore, comme dans la cantate, Élisabeth Jacquet de La Guerre compte parmi les tout premiers compositeurs de sonates en France aux côtés de son contemporain François Couperin[réf. souhaitée].

## Liste des œuvres
- EJG.01 : Pièces de clavecin, I - Suite I (suite de danses - pièce de clavecin)
- EJG.02 : Pièces de clavecin, I - Suite II (suite de danses - pièce de clavecin)
- EJG.03 : Pièces de clavecin, I - Suite III (suite de danses - pièce de clavecin)
- EJG.04 : Pièces de clavecin, I - Suite IV (suite de danses - pièce de clavecin)
- EJG.05 : Pièces de clavecin, II - Suite I (suite de danses - pièce de clavecin)
- EJG.06 : Pièces de clavecin, II - Suite II (suite de danses - pièce de clavecin)
- EJG.07 : Menuet (pièce de clavecin)
- EJG.08 : Sonates I - Sonate I en sol mineur (sonate)
- EJG.09 : Sonates I - Sonate II en si b majeur (sonate)
- EJG.10 : Sonates I - Sonate III en ré majeur (sonate)
- EJG.11 : Sonates I - Sonate IV en ut mineur (sonate)
- EJG.12 : Sonates I - Sonate V en la mineur, I (sonate)
- EJG.13 : Sonates I - Sonate VI en la mineur, II (sonate)
- EJG.14 : Sonates II- Sonate I en ré mineur (sonate)
- EJG.15 : Sonates II - Sonate II en ré majeur (sonate)
- EJG.16 : Sonates II - Sonate III en fa majeur (sonate)
- EJG.17 : Sonates II - Sonate IV en sol majeur (sonate)
- EJG.18 : Sonates II - Sonate V en la mineur (sonate)
- EJG.19 : Sonates II - Sonate VI en la majeur (sonate)
- EJG.20 : Pastorale en musique (pastorale en musique)
- EJG.21 : Petit opéra (petit opéra), sur un texte de René Trépagne (1654-1734)
- EJG.22 : Divertissement (divertissement)
- EJG.23 : Jeux à l'honneur de la victoire (ballet - opéra-ballet)
- EJG.24 : Céphale et Procris (tragédie en musique), sur un texte de Joseph-François Duché de Vancy.
- EJG.25 : Esther (cantate spirituelle), sur un texte d'Antoine Houdar de La Motte (1672-1731).
- EJG.26 : Le Passage de la mer rouge (cantate spirituelle), sur un texte d'Antoine Houdar de La Motte.
- EJG.27 : Jacob et Rachel (cantate spirituelle), sur un texte d'Antoine Houdar de La Motte.
- EJG.28 : Jonas (cantate spirituelle), sur un texte d'Antoine Houdar de La Motte.
- EJG.29 : Susanne (cantate spirituelle), sur un texte d'Antoine Houdar de La Motte.
- EJG.30 : Judith (cantate spirituelle), sur un texte d'Antoine Houdar de La Motte.
- EJG.31 : Adam (cantate spirituelle), sur un texte d'Antoine Houdar de La Motte.
- EJG.32 : Le Temple rebâti (cantate spirituelle), sur un texte d'Antoine Houdar de La Motte.
- EJG.33 : Le Déluge (cantate spirituelle), sur un texte d'Antoine Houdar de La Motte.
- EJG.34 : Joseph (cantate spirituelle), sur un texte d'Antoine Houdar de La Motte.
- EJG.35 : Jephté (cantate spirituelle), sur un texte d'Antoine Houdar de La Motte.
- EJG.36 : Samson (cantate spirituelle), sur un texte d'Antoine Houdar de La Motte.
- EJG.37 : Sémélé (cantate)
- EJG.38 : L'île de Délos (cantate), sur un texte d'Antoine Danchet (1671-1748).
- EJG.39 : Le Sommeil d'Ulysse (cantate)
- EJG.40 : Raccomodement comique de Pierrot et de Nicole (dialogue), sur un texte d'Alain-René Lesage (1668-1747).
- EJG.41 : Aux vains attraits (air sérieux)
- EJG.42 : Les Rossignols (air)
- EJG.43 : Tant que je verrons ce pot (air à boire)
- EJG.44 : Entre nous mes chers amis (air à boire)
- EJG.45 : Suite de la provençale
- EJG.46 : Cédons tous aux tendres ardeurs (air), sur un texte de René Trépagne (1654-1734).
- EJG.47 : Cher favori de la victoire (air), sur un texte de René Trépagne.
- EJG.48 : Heureux l'instant qui vous vit naître (air), sur un texte de René Trépagne.
- EJG.49 : Pour la gloire des souverains (air), sur un texte de René Trépagne.
- EJG.50 : Te Deum (grand motet)
- EJG.possible.01 : Menuet (pièce de clavecin - danse instrumentale)
- EJG.possible.02 : La Musette ou les bergers de Suresnes (divertissement)

## Hommage
Dans l’édition de 1732 de son Parnasse français, Titon du Tillet présente une série de projets de médailles destinées à honorer des écrivains et des compositeurs français ; l’une d’elles est dédiée à Élisabeth Jacquet de la Guerre, avec cette légende : « Elisabeth Claude Jacquet de la Guerre / Aux grands musiciens j'ay disputé le prix / MDCCXXIX ».

« On peut dire que jamais personne de son sexe n'a eu d'aussi grands talents qu'elle pour la composition de la musique et pour la manière admirable dont elle l’exécutait sur le Clavecin et sur l'Orgue. »

— Évrard Titon du Tillet

« Cet art noté de l'improvisation rend compte, selon Titon du Tillet, du talent merveilleux qu'avait la musicienne pour préluder & jouer des fantaisies sur le champ, & quelquefois pendant une demie heure entiere elle suivoit un prelude & une fantaisie avec des chants & des accords extrémement variez & d’un excellent goût, qui charmoient les Auditeurs. »

— Catherine Cessac

## Discographie
- 5 Cantates bibliques, Esther, Jacob et Rachel, Suzanne, Judith, Jephté, Isabelle Poulenard, Sophie Boulin, sopranos, Arion, 1986.
- 6 Sonates à un & deux violons avec viole ou violoncelle obligés, Ensemble Variations, Frédéric Martin, Odile Édouard, violons, Christine Plubeau, viole de gambe, David Simpson, violoncelle (sonate en Ré majeur), Éric Bellocq, théorbe & guitare, Noëlle Spieth, clavecin & orgue, Accord, 1996.
- Les pièces de clavecin, Blandine Verlet, Auvidis Astrée 1998. Diapason d'or
- Les pièces de clavecin, Carole Cerasi, Metronome, 1998.
- Le Sommeil d'Ulysse, Samson, Isabelle Desrochers, soprano, Christine Payeux, viole de gambe, Les Voix humaines, Alpha 1999 2000.
- Quatre cantates du Livre II, Adam, Samson, Joseph, Le Temple rebâti, Andrea Büchel, soprano, Gilbert Bezzina, violon, Sybille Brix, viole de gambe, Vera Elliot, clavecin, Gilles Perny productions, 2000.
- 4 Cantates, Judith, Esther, Jonas, Le Passage de la mer rouge, Véronique Malet, soprano, Huguette Grémy-Chauliac, clavecin, Catherine Giardelli, violon, Jean-Louis Charbonnier, basse de viole, Pierre Vérany, 2001.
- 6 Suites pour clavecin, Elisabeth Farr, clavecin, Naxos, 2004.
- Cephale et Procris - Raphaële Kennedy (Procris) ; Camilla de Falleiro (Dorine) ; Achim Schulz (Cephale) ; Lisandro Abadie (Arcas) ; Daniel Issa (la Jalousie) ; Musica Fiorita, dir./clavecin et orgue, Daniela Dolci (7-8 avril 2008, ORF 2 CD 3033)[19] (BNF 41304738).
- Céphale et Procris - Reinoud van Meichelen (direction), 2 CD Château de Versailles spectacles, 2024. Diapason d’or.
- Intégrale de l’œuvre pour clavecin, Francesca Lanfranco, Brillant classics, 2018.
- Lisle de Délos, Jonas, Suite de clavecin N° 3, Isabelle Desrochers, soprano, Geneviève Soli, clavecin, L'Ensemble Les Idées Heureuses Atma, 2018.
- Musique de chambre, vol 1, Musica fiorita, Daniela Dolci, orgue, clavecin et direction, Panclassics 2000 et 2015.
- Sonate en trio en sol mineur, (titre de l'album O Maria), Ensemble Correspondances, dir. Sébastien Daucé, Zig-Zag Territoires, 2010.
- 6 Sonates pour violon, Les Dominos, Florence Malgoire, Ricercar, 2011. Choc de Classica.
- 6 Sonates pour violon, Lina Tur Bonet, violon, Kenneth Weiss, clavecin, Patxi Montero, basse viole, Panclassics 2017.
- Sonate en trio en sol mineur, Ensemble Diderot, Audax Records 2019. Diapason d’or, Choc Classica.